# USS Doris Miller (CVN-81)
USS Doris Miller (CVN-81) – amerykański lotniskowiec z napędem jądrowym w planach budowy, czwarty okręt typu Gerald R. Ford. Planowana data rozpoczęcia budowy to styczeń 2026, zakończenia budowy - październik 2029, a wejścia do służby - 2030. Jednostkę przypisano do wyprodukowania w stoczni Newport News Shipbuilding w stanie Virginia. Okręt ma mieć wyporność 100 000 długich ton.
Lotniskowiec zostanie nazwany na cześć Amerykanina Dorisa Millera, pierwszego czarnoskórego, któremu przyznano Krzyż Marynarki Wojennej.